# Pachyprosopis purnongensis
Pachyprosopis purnongensis là một loài Hymenoptera trong họ Colletidae. Loài này được Rayment mô tả khoa học năm 1928.

## Hình ảnh

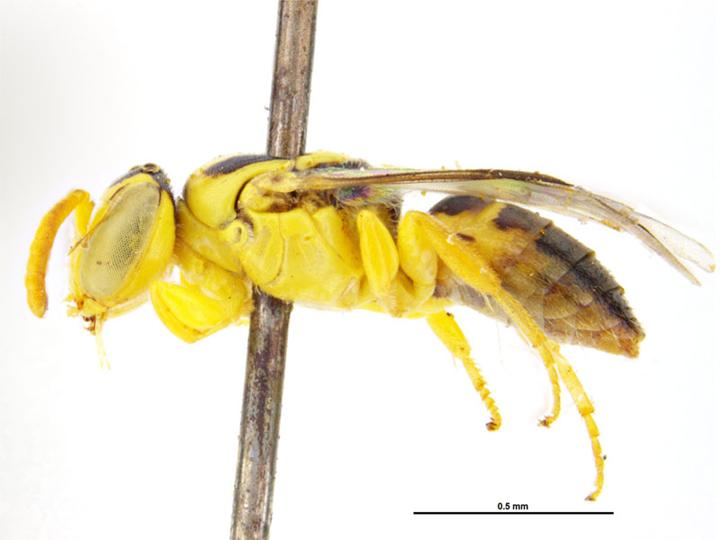